# Gordon Scott
Gordon Scott, døbt Gordon M. Werschkul (3. august 1926 – 30. april 2007) var en atletisk, amerikansk skuespiller, der især huskes som 1950'ernes store Tarzan-fortolker. 
Som modtræk til Johnny Weissmüllers gryntende junglebøf søgte Gordon Scott at fremstille Tarzan som begavet og velformuleret.
Efter Tarzan-filmene medvirkede han bl.a. i en række italienske sværd-og-sandal-film.

## Tarzan-film med Gordon Scott
- Tarzans skjulte jungle (1955)
- Tarzan og den forsvundne safari (1957)
- Tarzan and the Trappers (1958)
- Tarzans kamp for livet (1958)
- Tarzans største eventyr (1959)
- Tarzan, Junglens hævner (1960)